# Sent Gaudenç
Sent Gaudenç (en francès i oficialment, Saint-Gaudens) és un municipi francès del departament de l'Alta Garona, a la regió d'Occitània, situat a 90 km al sud-oest de Tolosa. És seu d'una sotsprefectura del departament. En el cens de 2009, tenia 13.487 habitants, en un territori de 33,18 km².

## Fills il·lustres
- Jean-André Rixens (1846-1925) fou un pintor de l'escola de Tolosa.
- Mireia Boya (1979 -) ambientòloga i política catalana. Va ser diputada al parlament de Catalunya per la CUP